# Арка Адмиралтейства
Арка Адмиралтейства (англ. Admiralty Arch) — трехарочная арка, расположенная в Лондоне. Арка соединяет Трафальгарскую площадь с Мэлл, которая идет через Сент-Джеймсский парк к Мемориалу Виктории и Букингемскому дворцу. Арка получила своё название от соседнего с ней здания Старого Адмиралтейства, с которым она соединена мостиком.

## История
Арка была построена по заказу Эдуарда VII с целью увековечивания памяти его матери королевы Виктории. Проект арки разработан в 1905-07 годах английским архитектором Астоном Уэббом (англ. Aston Webb), известным к тому времени такими постройками как здания Музея Виктории и Альберта в Лондоне и Королевского морского колледжа в Дартмуте. Строительство арки велось в 1908-13 годах известной инженерно-строительной компанией «Моулем» (англ. Mowlem). Арка была торжественно открыта в 1912 году уже после смерти короля Эдуарда (1910 год).
Изначально арка Адмиралтейства предназначалась для размещения правительственных и военно-морских учреждений. В 2000 году в подновленных помещениях арки разместился на время ремонта правительственных зданий Уайтхолла Секретариат Кабинета министров. В 2011 году в рамках программы строгой экономии было решено выставить здание на торги, выставив цену в 75 млн фунтов. В октябре 2012 года аукцион выиграл испанский девелопер Стефано Серрано Кеведо, получивший здание в аренду на 125 лет. В августе 2013 года Городской совет Вестминстера разрешил переоборудовать помещения арки под роскошный отель на 100 номеров, апартаменты и частный клуб.

## Архитектура

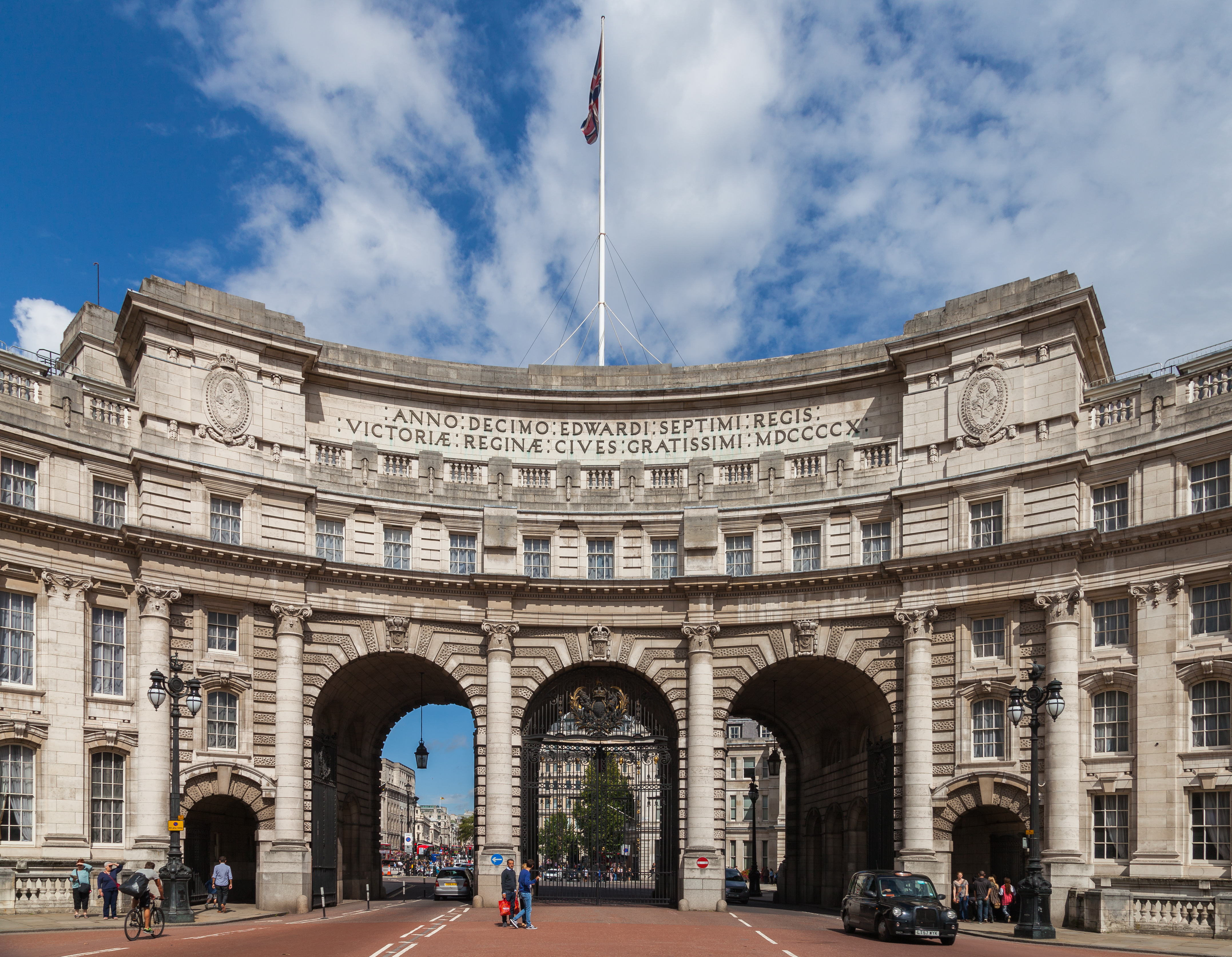
Центральная часть Арки Адмиралтейства со стороны Мэлл

Здание арки возведено из так называемого портлендского камня (известняк), из которого построены многие известные памятники британской столицы (Букингемский дворец, Собор Святого Павла). В центральной части находятся три арки, замковый камень каждой из которых декорирован со стороны фасада королевским гербом. Центральная арка, обычно закрытая решеткой, открывается только для триумфальных шествий (коронация, королевские свадьба или похороны). Две соседние арки используются для проезда автомобилей. С каждой стороны от них находится под одному арочному проходу для пешеходов. Арки разделяют шесть колонн с капителями, напоминающих одновременно коринфский и ионический ордер. Весь центральный фасад отделан штукатуркой с воспроизведением руста. Верхнюю часть фасада арки, обращенного как к Мэлл, так и к Трафальгарской площади, венчает латинская надпись:
 : ANNO : DECIMO : EDWARDI : SEPTIMI : REGIS :
 : VICTORIÆ : REGINÆ : CIVES : GRATISSIMI : MDCCCCX :
 
(«В десятый год царствования короля Эдварда VII королеве Виктории от благодарных граждан, 1910 г.»)

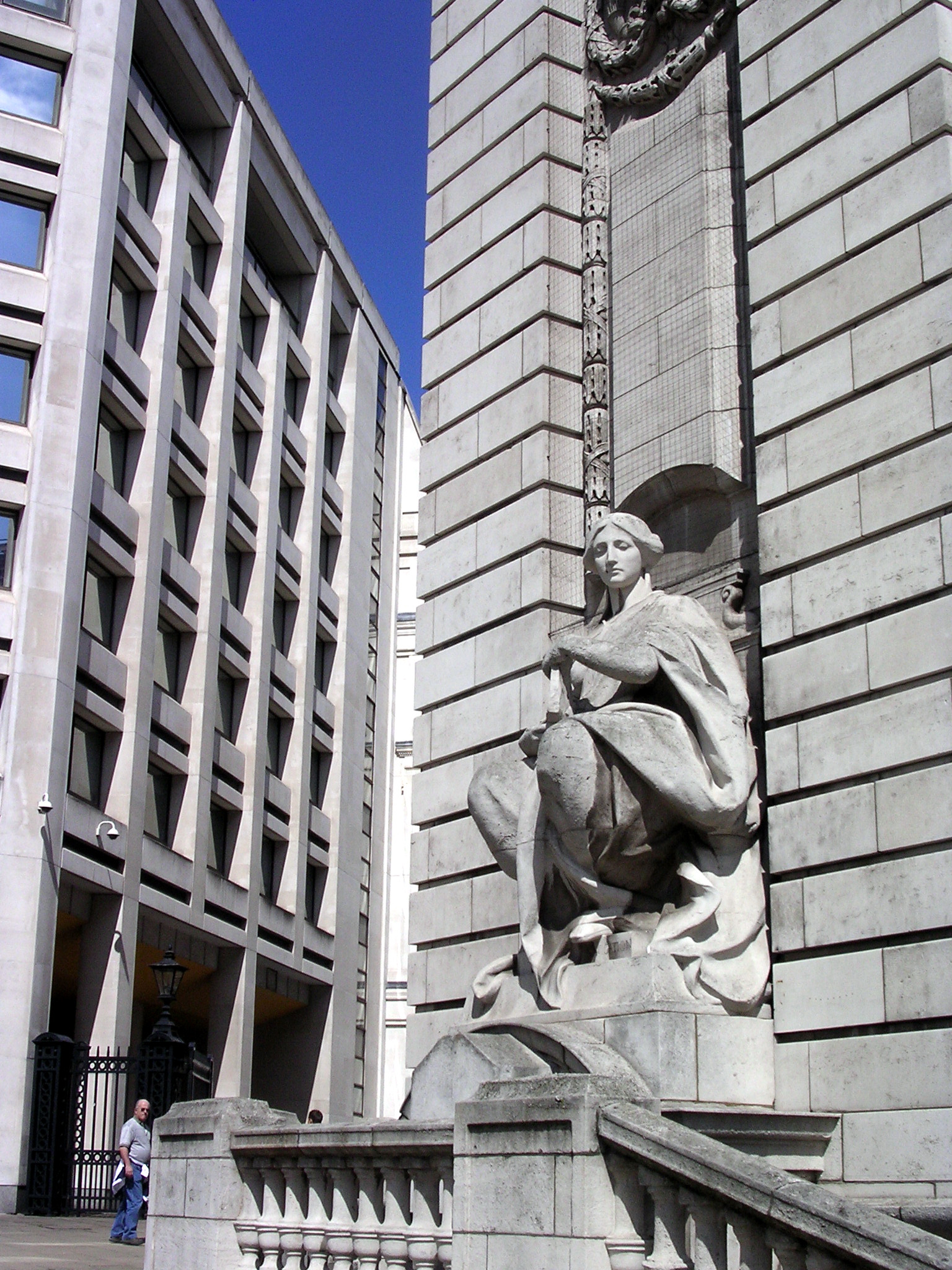
Скульптура, символизирующая Навигацию

Олицетворяющие искусство Навигации и Артиллерии женские фигуры, установленные на торцах левого и правого полукружия арки со стороны Мэлл, созданы английским скульптором Томасом Броком. По левую сторону находится сидящая фигура женщины, держащей в руках секстант. Баюкающая в руках ствол пушки фигура женщины установлена по правую сторону. Примечательно, что она сидит в той позе, которая напоминает христианские изображения матери и ребенка — Марии с младенцем Иисусом. Геральдические фигуры, расположенные в верхней части торца над аллегорическими скульптурами Навигации и Артиллерии, символизируют Королевский флот. Возможно, что изображения  выполнены английским скульптором и резчиком по дереву Уильямом Сильвером Фритом (англ. William Silver Frith).

## «Запасной нос» Веллингтона

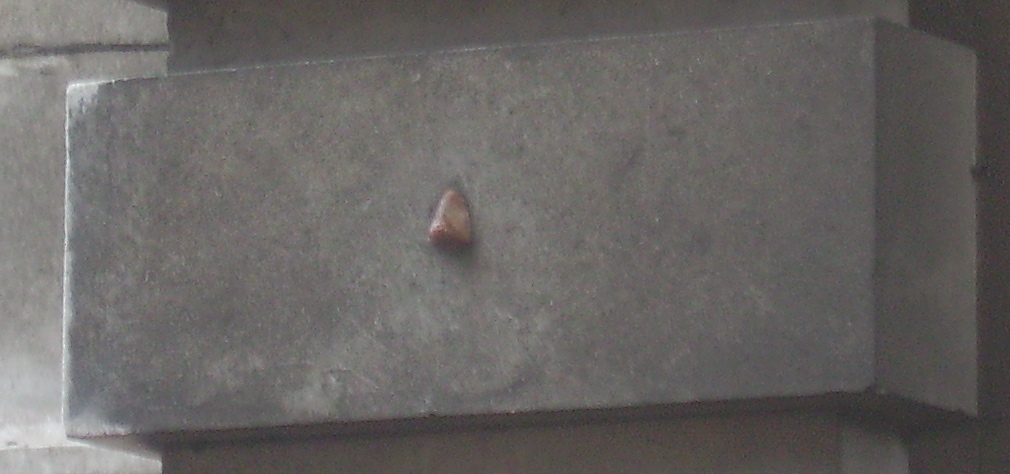
«Запасной нос» Веллингтона

На внутренней стене самой северной арки на высоте около 2.5 м установлен бронзовый нос. По одной из городских легенд, этот нос, слепленный по образцу и подобию выдающегося органа обоняния герцога Веллингтона, был своеобразным «приветом» британцев Наполеону. Подобное расположение носа не случайно — он был прикреплен с тем расчетом, чтобы точно соответствовать высоте конного гвардейца. Проходя под аркой, британская гвардия терла нос «на удачу».
На самом деле, этот бронзовый нос не что не иное, как арт-розыгрыш и своеобразный протест против общества «Большого Брата», которое везде и всегда следит за своими гражданами. Нос на стене арки Адмиралтейства, как и на 34 знаменитых зданиях Лондона, незаметно установил в 1997 году английский художник Рик Бакли, «оставив с носом» системы наружного видеонаблюдения CCTV. Оригинальным образцом для слепка послужил собственный нос Бакли. Правда открылась только в 2011 году, когда Бакли, намереваясь привлечь издателя для своей книги, раскрыл своё инкогнито.

## Памятник Джеймсу Куку
Рядом с аркой Адмиралтейства на южной стороне Мэлл на каменном постаменте стоит бронзовая статуя Джеймса Кука работы Томаса Брока, установленная здесь 7 июля 1914 года.
Надпись на постаменте гласит: «Капитан Джеймс Кук / Королевский флот, член Королевского общества / Родился в 1728, умер в 1779 / Мореплаватель, совершивший кругосветное путешествие / исследователь Тихого океана, заложивший фундамент / Британской империи в Австралии и Новой Зеландии / который нанес на карту берега Ньюфаундленда и пересек / врата океана Канады как с востока, так и с запада // Открыт Его Королевским Высочеством, принцем Артуром Коннаутским, от имени Союза Британской империи 7 июля 1914».

## Фотографии

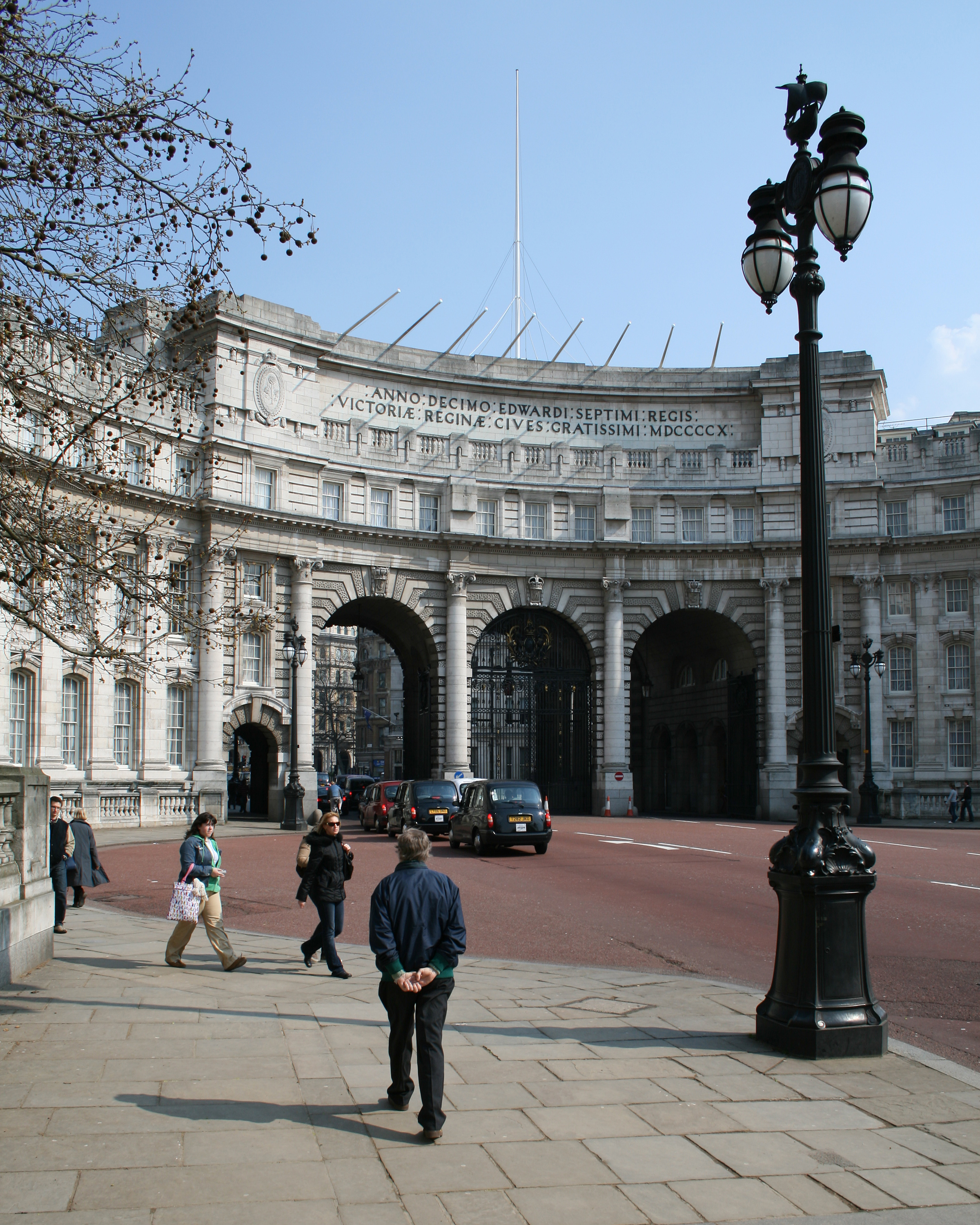
Трафальгарская площадь
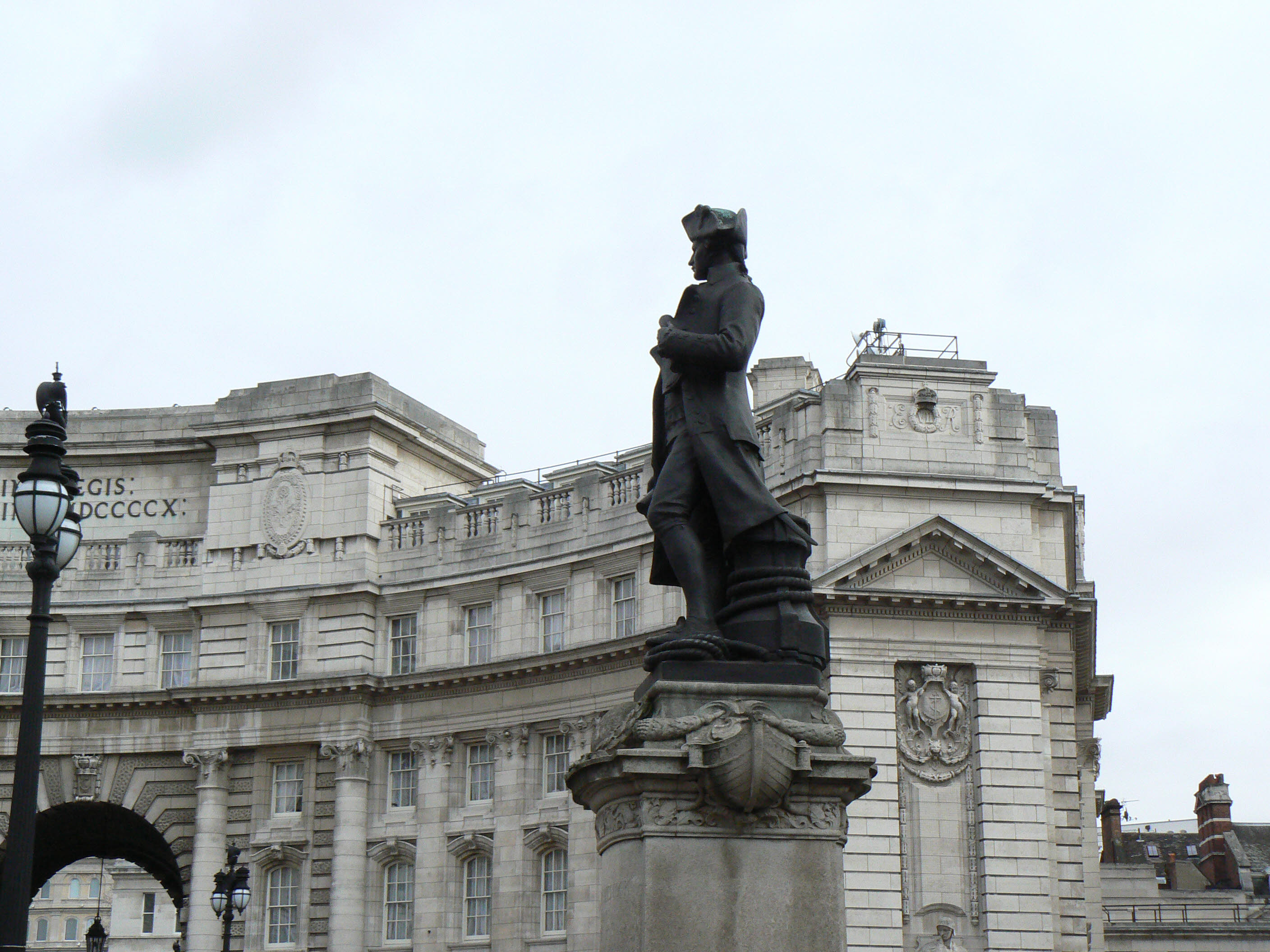
Статуя Джеймса Кука